# Pluto (mitologia)

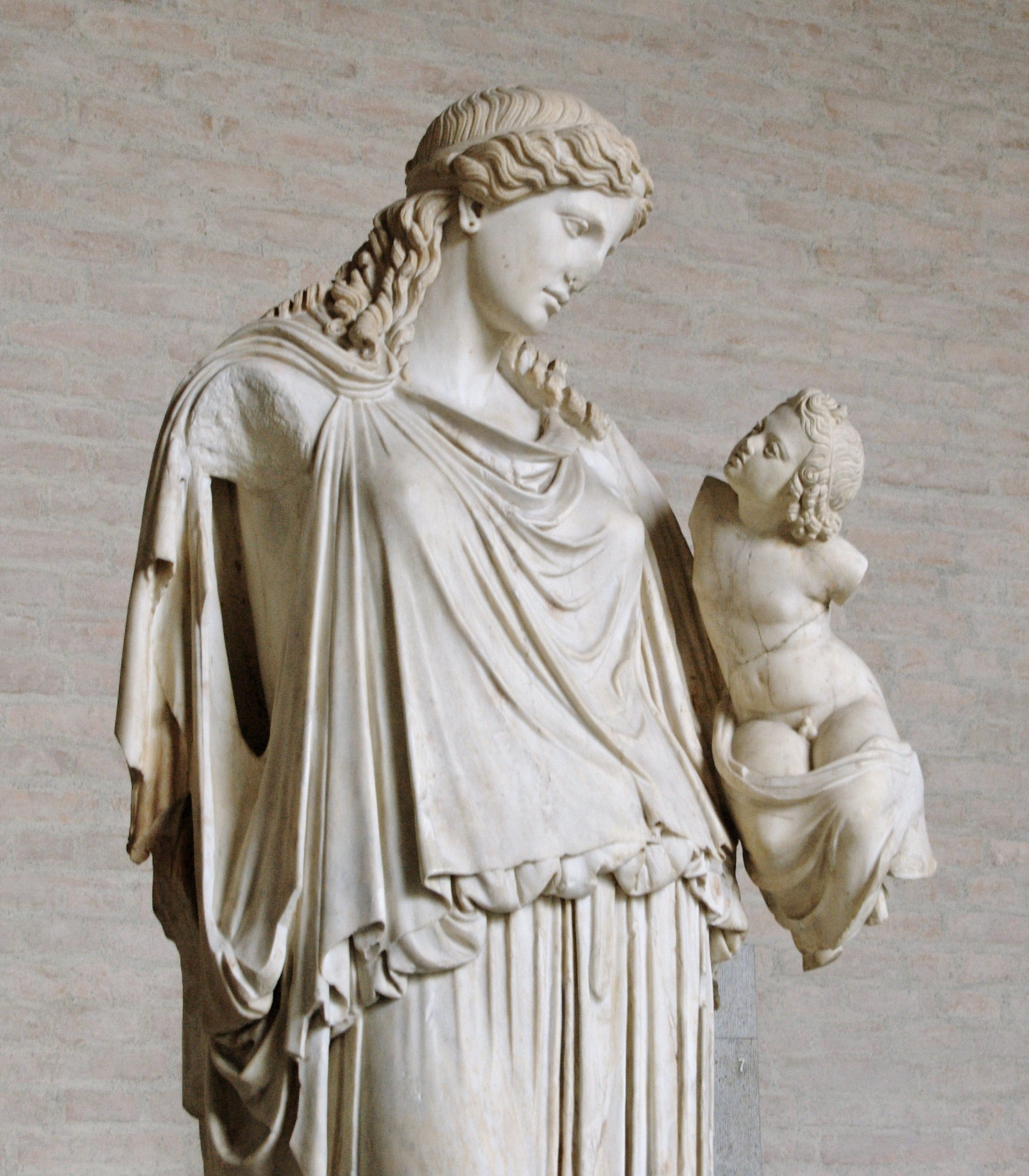
Statua di Eirene con Pluto del 370 a.C. in una copia romana

Pluto, la cui etimologia deriva dal greco antico Πλοῦτος?, Ploûtos ("ricco"), è una figura della mitologia greca, dio della ricchezza, il cui culto, di carattere agrario, aveva come sede principale l'isola di Samotracia.

## Origini
Era figlio di Demetra e Iasione, nipote di Dardano fondatore di Troia.
La sua figura, dapprima legata alla prosperità dei campi, si estese ad ogni forma di benessere, accrescendo il suo valore augurale. Quale dio agrario, era legato alle ricchezze minerarie e al sottosuolo in generale, quindi spesso confuso e identificato con Plutone (divinità degli inferi corrispondente ad Ade), in particolar modo col diffondersi dei Misteri Eleusini. Già nella mitologia romana si trovano ben pochi riferimenti diretti a Pluto, perlopiù identificandolo con Dite, anch'esso poi confluito in Plutone.

## Pluto nella Teogonia di Esiodo
Pluto, quale Dio dell'abbondanza, appare nella Teogonia di Esiodo come figlio di Demetra e Giasione:
(Esiodo, Teogonia,969-974)
L'unione di Demetra e Giasione è descritta anche nell'Odissea.

## Pluto nella commedia di Aristofane
A lui si intitola una famosa commedia di Aristofane del 388 a.C. ed è incentrata sulla diseguale distribuzione tra gli uomini del denaro, movente principale delle azioni umane.

## Pluto nella Divina commedia

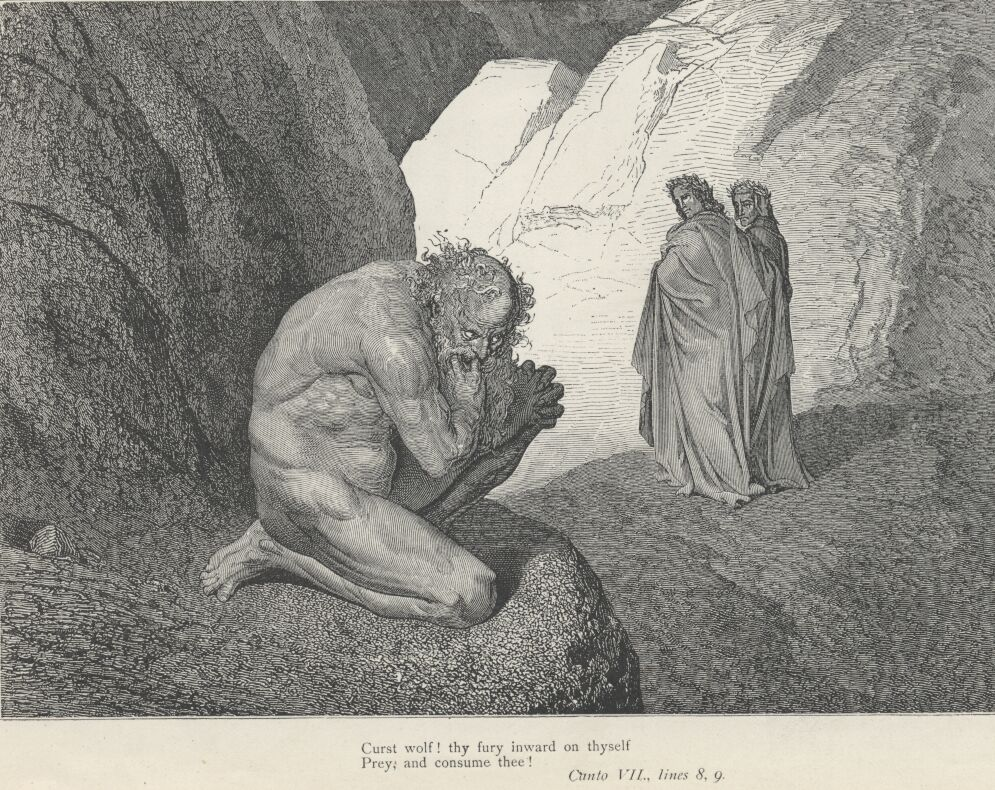
Pluto, illustrazione di Gustave Doré.

Nella Divina Commedia, Dante lo pone come guardiano del IV cerchio dell'Inferno (Canto VII), in cui vengono puniti avari e prodighi. La sua descrizione è molto vaga (non si sa nemmeno se il poeta si confondesse con Plutone), ma gli fa recitare uno dei versi più famosi dell'intero poema: "Pape Satàn, pape Satàn aleppe"

## Iconografia
Gli antichi lo rappresentavano con una cornucopia per la ricchezza, obeso per l'intrinseca abbondanza, bendato o cieco per l'imparzialità e la casualità nel distribuire le ricchezze, zoppicante per la lentezza dell'accumulo, alato per la rapidità del dispendio.

## Divinità greche correlate
- Ade - dio dei morti e dell'Oltretomba
- Demetra - madre di Pluto, dea del grano e dell'agricoltura
- Rea - dea impersonificatrice della Terra, madre di Demetra

## Divinità latine correlate
- Plutone - signore dell'Averno
- Dis Pater - antico e benevolo dio romano della ricchezza agraria
- Orco - antico ed oscuro dio romano del sottosuolo

## Voci correlate

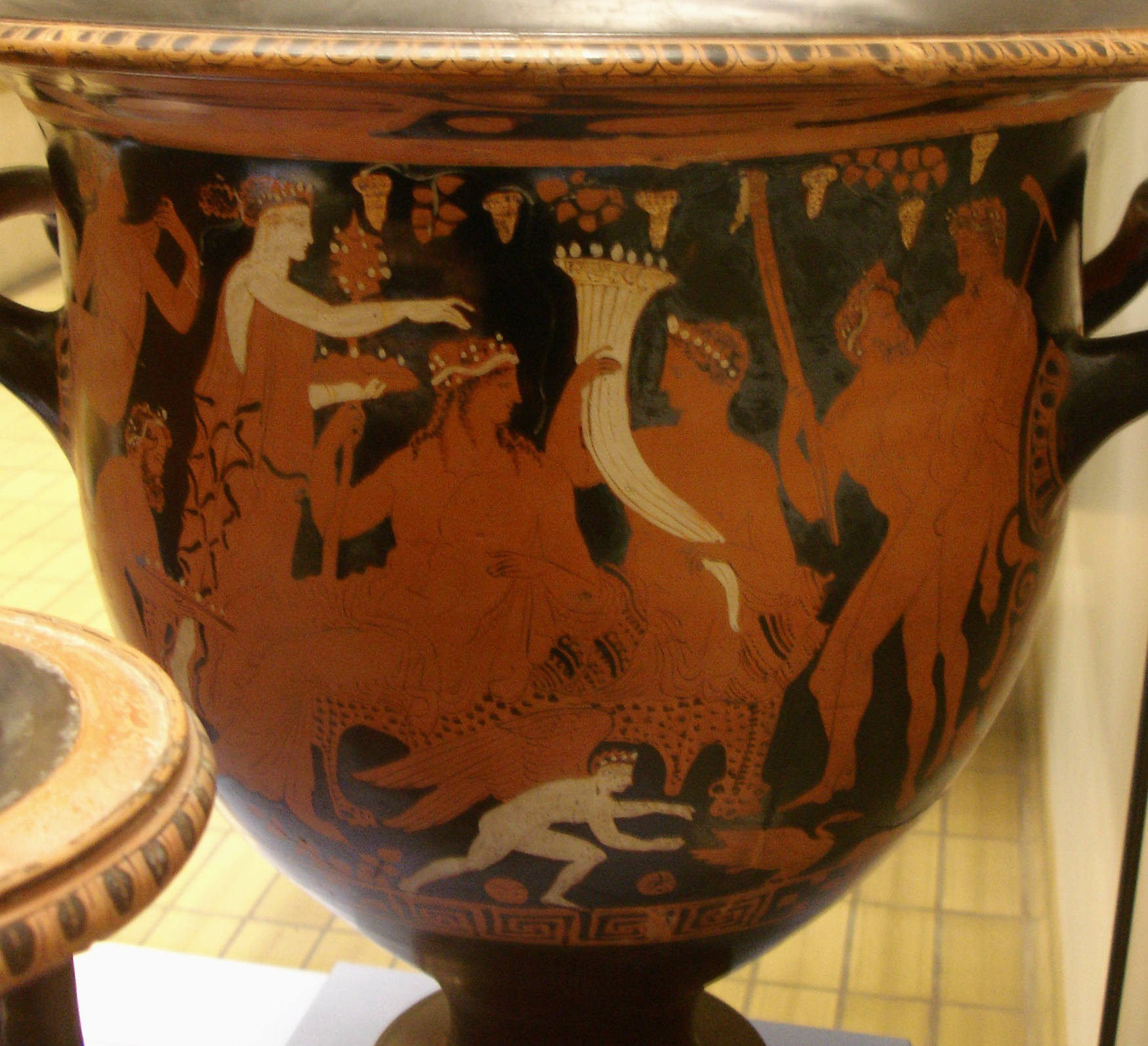
Pluto Dio dell'abbondanza, con Dioniso, IV sec. a. C